# Гейнс, Эдмунд Пендлтон
Эдмунд Пендлтон Гейнс (англ. Edmund Pendleton Gaines; 20 марта 1777 — 6 июня 1849) — американский кадровый военный, который прослужил в армии 50 лет, дослужившись до временного звания генерал-майора. Он был одним из самых высокоранговых генералом американской армии в годы её формирования в начале XIX века и в середине века. Он участвовал в англо-американской войне, Второй семинольской и Мексиканской войне.
Гейнс родился в округе Калпепер в Вирджинии и был назван в честь своего родственника Эдмунда Пендлтона. Он вступил в армию в 1799 году, подал в отставку через четыре года, но снова вступил в её ряды в 1801 году и служил до самой смерти. В начале своей карьеры он участвовал в строительстве федеральной дороги из Нэшвилла в Натчез. В 1807 году он командовал гарнизоном форта Стоддерт; когда Аарон Бёрр был обвинён в измене он арестовал Бёрра и впоследствии давал показания по этому делу в суде. В годы англо-американской войны он дослужился до полковника, командовал 25-м пехотным полком и отличился в сражении при Крайслерс-Фарм. К концу войны он дослужился до звания бригадного-генерала, а затем получил временное звание генерал-майора.
После войны Гейнс служил в основном на фронтире и участвовал в конфликтах с индейцами. В 1816 году он организовал вторжение в испанскую Флориду, где захватил и разрушил Форт-Негро, бывшее британское укрепление, занятое беглыми рабами. Захваченные в плен негры были возвращены своим бывшим владельцам. Впоследствии Гейнс был противником Эндрю Джексона и его политики выселения индейцев на Запад. В 1828 году, после смерти генерала Джейкоба Брауна, старшего по званию офицера армии, разгорелся конфликт Гейнса с генералом Скоттом по вопросу преемственности командования. Конфликт стал настолько громким, что президент Джон Куинси Адамс отклонил обе кандидатуры и назначил главнокомандующим Александра Макомба. Когда Макомб умер в 1841 году, президент Джон Тайлер присвоил звание главнокомандующего Скотту. Гейнс остался на службе, хотя и ушёл в тень по мере роста популярности Скотта.
В декабре 1835 года, когда индейцы-семинолы стали нападать на американские посты во Флориде, правительство назначило генерала Скотта командующим во Флориде, но Гейнс не знал об этом и не стал тратить время на запрашивание инструкций, а по личной инициативе перебросил армию во Флориду. Он начал первую кампанию Второй семинольской войны, которая, однако же, не дала никаких результатов.
Когда началась война с Мексикой, Гейнс находился в Луизиане, где опубликовал призыв добровольцев в армию Закари Тейлора. За набор войск без санкции командования он был отдан под трибунал, но смог оправдаться. Гейнс умер в Новом Орлеане и был похоронен в Мобиле, Алабама.

### Статьи
- Kent Barnett Germany. Patriotism and Protest: Louisiana and General Edmund Pendleton Gaines's Army of Mexican-American War Volunteers, 1845-1847 (англ.) // Louisiana History. — Louisiana Historical Association, 1996. — Vol. 37, iss. 1. — P. 325-335.
- George C. Bittle. First Campaign of the Second Seminole War (англ.) // The Florida Historical Quarterly. — Florida Historical Society, 1967. — Vol. 46, iss. 1. — P. 39-45.